# Konstantin Stanisławski
Konstantin Siergiejewicz Stanisławski, właściwe nazwisko Aleksiejew, ros. Константин Сергеевич Станиславский (ur. 5 stycznia?/17 stycznia 1863 w Moskwie, zm. 7 sierpnia 1938 tamże) – rosyjski reżyser teatralny, aktor, wykładowca, twórca reżyserii, etyk teatru oraz Ludowy Artysta ZSRR. Stanisławski był twórcą pierwszego systemu reguł gry aktorskiej.
Stanisławski o pracy na deskach scenicznych mówił: „Należy kochać Teatr w sobie, a nie siebie w Teatrze”.

## Życiorys
Stanisławski urodził się w bogatej rodzinie kupieckiej w Moskwie. Jako dziecko, a następnie jako młodzieniec, występował w amatorskich przedstawieniach teatralnych. Zorganizował teatr zwany Kółkiem Aleksiejewskiem.
W 1885 r. był jednym ze współorganizatorów i kierowników Rosyjskiego Towarzystwa Muzycznego. Przez krótki czas pobierał lekcje śpiewu u Fiodora Komissarżewskiego, a aktorstwa u Glikerii Fiedotowei.
Aby nie narażać na szwank dobrego imienia nazwiska rodziny Aleksiejewów (zawód aktora nie był powodem do dumy) przybrał pseudonim artystyczny Stanisławski (zaczerpnięty od tancerki – Stanisławskiej).

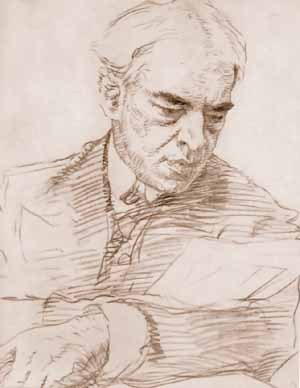
Portret Stanisławskiego (rys. W. Sierow)

W 1888 r. był jednym z założycieli Moskiewskiego Towarzystwa Sztuki i Literatury. W teatrze, który działał przy tej organizacji, grał czołowe role amantów i próbował sił w reżyserii. Repertuar był eklektyczny, lecz działalność teatru stawała się coraz bardziej metodyczna. W 1897 roku skończyła się amatorska faza działalności Stanisławskiego.
W 1898 r. razem z Władimirem Niemirowiczem-Danczenką napisał Manifest przyszłości teatru i założył Moskiewski Teatr Artystyczny (MChT), któremu poświęcił większość życia, i z którym jest do dziś kojarzony.
Zespół MChT-u składał się z uczniów i współpracowników Niemirowicza-Danczenki i Stanisławskiego. Obaj pełnili funkcję kierownicze, przy czym Niemirowicz-Danczenko decydował o repertuarze, opracowywał utwory pod kątem interpretacji, zaś Stanisławski troszczył się o stronę teatralną, tj. aktorską i reżyserską. Przedsięwzięcie miało charakter laboratoryjny. Próby przygotowywano poza miastem. Idea pracy studyjnej w ciszy i skupieniu była jednym z ważniejszych odkryć Stanisławskiego i znalazła wielu naśladowców i kontynuatorów.
Zasadniczą wiedzę aktorską Stanisławski zdobył w okresie pracy w Małym Teatrze w Moskwie. Opierając się na tradycjach teatru rosyjskiego, w którym bardziej od przedstawienia liczyło się przeżywanie uczuć bohatera, stworzył system aktorskiego mistrzostwa, które stało się podstawą dla współczesnych aktorów, zarówno w Rosji, jak i za granicą. Aktorstwa uczyła się u niego m.in. Lidija Mastierkowa.

### Życie prywatne
Od 1889 r. Stanisławski był mężem Marii Liliny.

## „Linie twórczych poszukiwań”
W Moskiewskim Teatrze Artystyczno-Powszechnym (pierwotna nazwa teatru) współistniały różne tendencje artystyczne, które Stanisławski nazwał „liniami twórczych poszukiwań”:
- Linia historyczna, obyczajowa (zdaniem Kazimierza Brauna muzealna i naturalistyczna): próba nadrobienia opóźnień teatru rosyjskiego wobec teatru zachodniego poprzez naśladowanie Meiningeńczyków, a także konkurowanie z nimi pod względem staranności oprawy, historycznej wierności obyczaju i strojów, przepychu i bogactwa inscenizacji (np. realizacje Cara Fiodora i Śmierć Iwana Groźnego Aleksieja Tołstoja);
- Linia symboliczna i „impresjonistyczna”: repertuar bliski Niemirowiczowi-Danczence, który pełnił funkcję interpretatora filozoficzno-literackiego, co było kluczowe w przedstawieniach dzieł symbolistów i dramatów symbolicznych (np. realizacje sztuk Hauptmanna, Ibsena, Maeterlincka);
- Linia fantastyczna, baśniowa, którą Stanisławski traktował jako swoją specjalność, jednakże fantastykę pojmował płytko, dlatego że równała się dla niego „wesołej zabawie i odpoczynkowi”, reżyser nie postrzegał baśni jako głęboko zakorzenionego mitu (przedstawienie Śnieżki Aleksandra Ostrowskiego);
- Linia intuicji i uczucia, w której mieściły się sceniczne realizacje utworów Antona Czechowa. Pod wpływem doświadczeń w pracy nad Czechowem Stanisławski budował koncepcję swojej metody gry aktorskiej;
- Linia społeczno-polityczna: aspekt społeczny i polityczny w pracy teatru pojawił się samoczynnie narzucony przez okoliczności i historię, choć znaczący wpływ na ukonstytuowanie się tej linii miał Niemirowicz-Danczenko, który zachęcił Maksima Gorkiego do tworzenia dla sceny (np. Wróg ludu i Podpory społeczeństwa Ibsena, Mieszczanie i Na dnie Gorkiego). Warto wskazać, że podczas pracy nad Na dnie zespół przeprowadził studia „w terenie”, tj. w domu noclegowym dla włóczęgów[8].

## „Studio na Powarskiej”
W 1905 r. rozpoczął się okres nowych poszukiwań artystycznych teatru Stanisławskiego i Niemirowicza-Danczenki. Braun zauważa, że okres ten zainicjowały trzy zdarzenia i trwał on do połowy lat 20. XX w.:
- nieudana (w ocenie samego Stanisławskiego) działalność pierwszego „studia” MChT-u, tj. „Studia na Powarskiej” (Teatru-Studia);
- współpraca z Leopoldem Sulerżyckim;
- w 1906 r. wyjazd do Berlina i Wiednia. MChT uzyskał możliwość czerpania z osiągnięć nowej europejskiej myśli teatralnej[9].

W przypadku „Studia na Powarskiej” niezwykle istotna była współpraca z Wsiewołodem Meyerholdem. Stanisławski odpowiadał za warunki organizacyjne, a Meyerhold wnosił swe śmiałe pomysły, dążąc do tego, aby teatr nadrobił opóźnienia w stosunku do innych dziedzin sztuki (należało „przenieść na scenę to, co widzimy w pracach malarzy, poetów, muzyków, którzy wyprzedzili nas w rozwoju”). 
W programie Teatru-Studia z 5 maja 1905 r. Meyerhold stwierdził, że:
- współczesne formy sztuki dramatycznej stały się niewydolne;
- nowoczesny widz domaga się świeżych technik;
- Teatr Artystyczny osiągnął wirtuozerię w naśladującym życie naturalizmie i rzeczywistej prostocie przedstawienia, ale pojawiły się dramaty, które domagają się nowych metod wystawiania i grania;
- Teatr-Studio winien walczyć o odnowienie sztuki teatralnej za pomocą nowych form i nowych metod scenicznych[10].

W wyniku dyskusji z Meyerholdem Stanisławski zrozumiał, że należy rozszerzyć krąg zainteresowań repertuarowych, że nowy dramat wymaga nowych aktorów i nowych technik gry. Centrum nowego teatru stał się inscenizator, który swobodnie i kreacyjnie tworzy widowisko teatralne jako koherentną całość, operując dostępnymi elementami i środkami teatralnymi. Stanisławski zwrócił się ku wypracowaniu nowej metody aktorskiej. W 1905 r. zakończył współpracę z Meyerholdem. W 1908 r. nawiązał współpracę z Edwardem Gordonem Craigiem. 

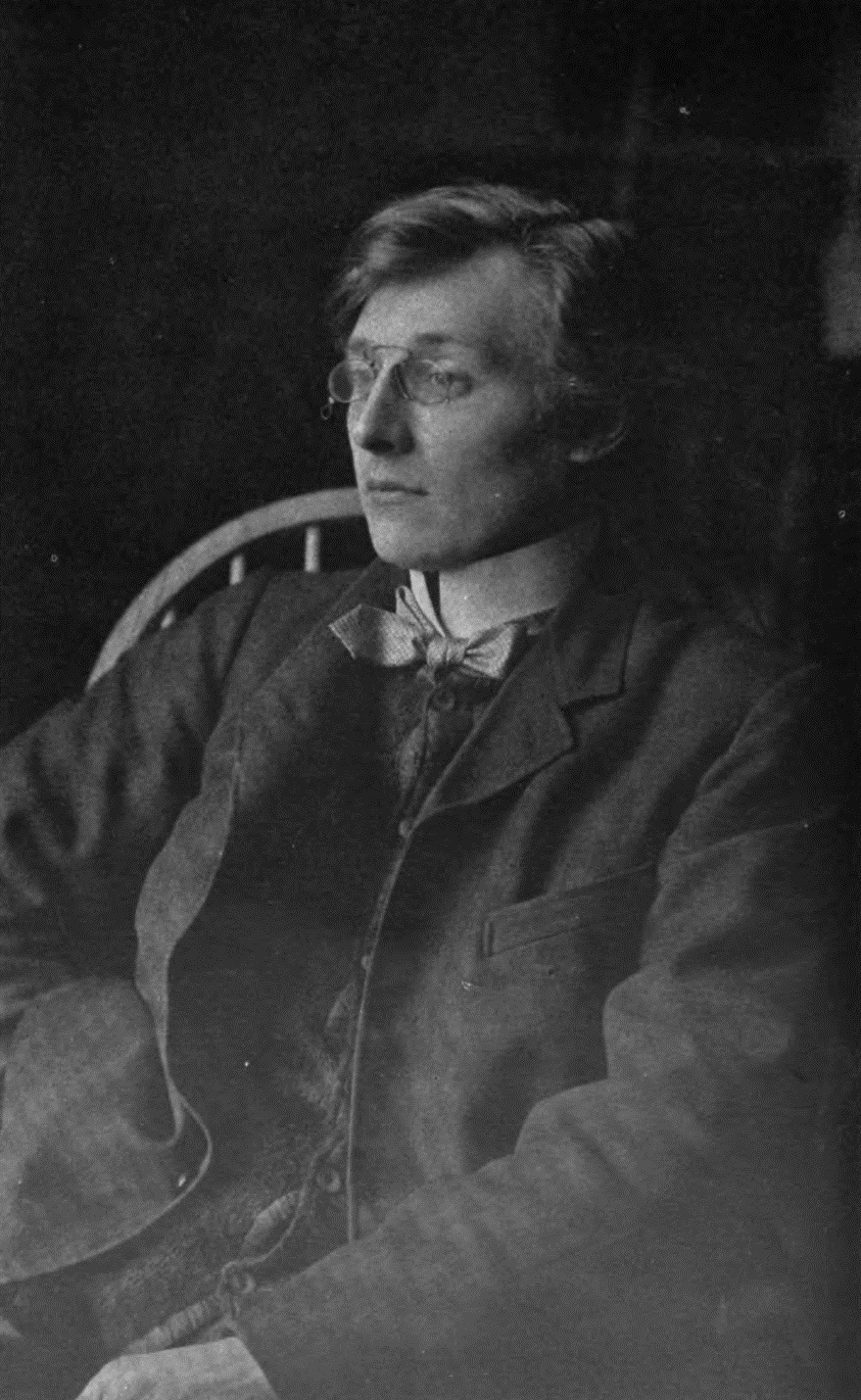
Edward Gordon Craig

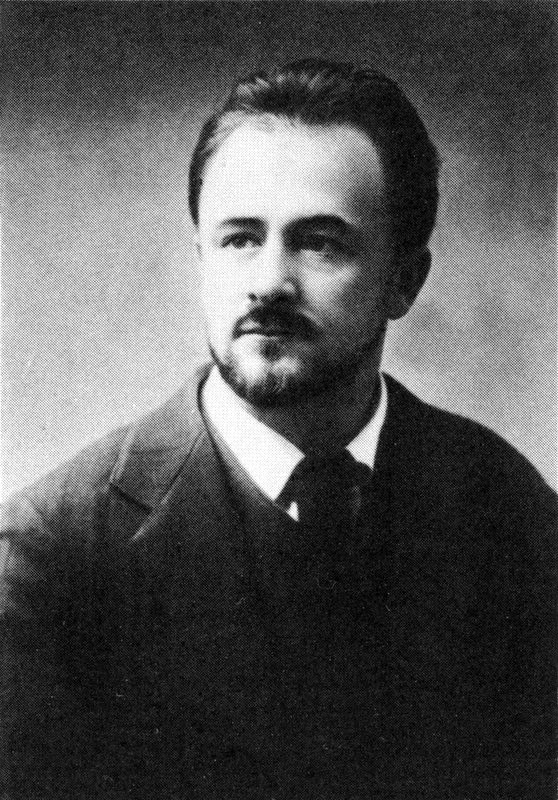
Leopold Sulerżycki w 1910 r.

## Edward Gordon Craig i moskiewskiHamlet

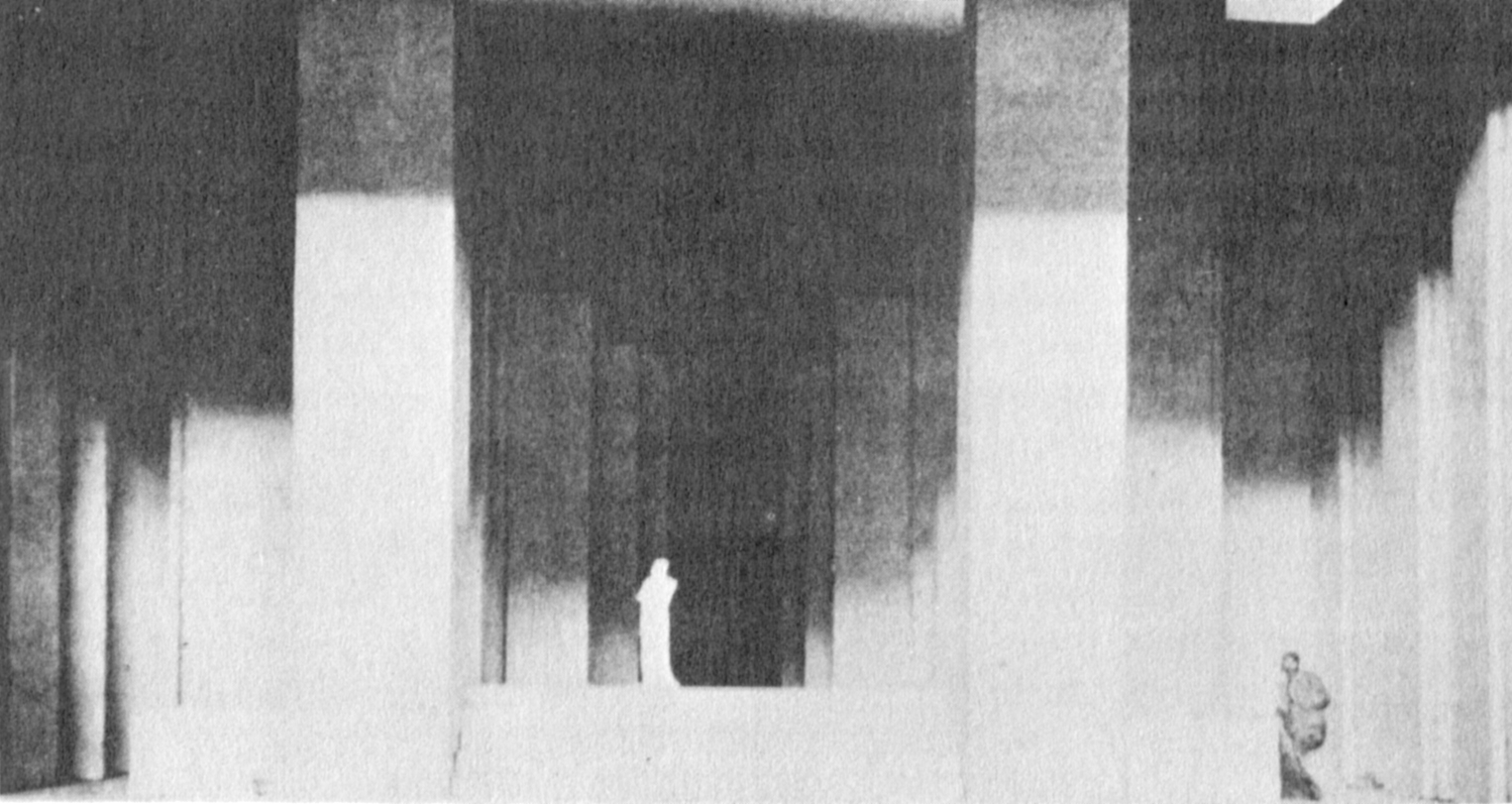
Projekt finałowej sceny Hamleta opracowany przez Craiga

16 października 1908 r. Craig przyjechał do Moskwy. Obejrzał kilka przedstawień zrealizowanych przez MChT i ustalił, że we współpracy ze Stanisławskim wystawi szekspirowskiego Hamleta. Funkcję głównego reżysera, inscenizatora i scenografa przyjął Craig, natomiast prowadzeniem prób oraz samą realizacją przedstawienia zajęli się Stanisławski i Sulerżycki.
Stanisławski i Sulerżycki usiłowali zrealizować wskazówki interpretacyjne, inscenizacyjne i techniczne Craiga, które były fantazyjne i poetyckie, lecz w praktyce okazywało się to niemożliwe. Craig był rozczarowany kłopotami w wykonywaniu jego pomysłów. 
Po wielu trudnościach premiera Hamleta odbyła się 23 grudnia 1911 r. Już pierwsza scena była zachwycająca: przepych dworskiego życia, absolutną władzę i despotyzm króla oddano w złocistych, naiwnie przejaskrawionych barwach. Użyto złotego papieru, z jakiego wytwarza się ozdoby choinkowe. Takim papierem oklejono parawany wyobrażające dworskie komnaty. Król i królowa w brokatowych szalach i koronach na głowach siedzieli na tronie pośród złocistych ścian pałacu. Z wysokości tronu ku dołowi spływał purpurowo-złocisty płaszcz, który zaścielał całą szerokość sceny. W płaszczu wycięto otwory. Przez nie niezliczone ludzkie głowy wpatrywały się w tron. Rozwiązania scenograficzne tworzyły obraz złotego morza. Z niego wynurzali się dworzanie kąpiący się w złocie dworskiego przepychu. Przy czym to „morze złota” nie oślepiało brutalnym blaskiem, ponieważ Craig ukazał je w przyćmionym świetle. Migotliwe reflektory wydobywały ze złocistej purpury złowrogie błyski. 
Przedstawienie okazało się sukcesem. Craig był usatysfakcjonowany, zaś Stanisławski przeciwnie - ponad trzyletnia praca nie spełniła jego oczekiwań, zwłaszcza że fundamentem moskiewskiego Hamleta była inscenizacja, a ona mniej interesowała Stanisławskiego niż aktorstwo.

## Główne założenia systemu („metody”) Stanisławskiego
Stanisławski był nowatorem w dziedzinie aktorstwa w dwóch aspektach: 
- techniki indywidualnej;
- pracy zespołowej.

Wypracował metodę gry aktorskiej, z kolei organizując kolejne studia pokazał, w jaki sposób należy prowadzić zespołowe prace laboratoryjne w teatrze. Przy czym w dziedzinie techniki sporo zawdzięczał Niemirowiczowi-Danczence, a w dziedzinie zespołowości – Sulerżyckiemu.
Wykład koncepcji Stanisławskiego znalazł się w jego dwóch książkach, tj. Moje życie w sztuce i Praca aktora nad sobą.
System Stanisławskiego (zwany też „metodą”) to skodyfikowany zbiór zaleceń, ćwiczeń i przepisów dla aktora. Obejmuje głos i ruch, pracę na próbach i w czasie spektakli, pracę nad sobą i pracę nad rolą, a także pracę nad tekstem i procesami psychicznymi w czasie gry na scenie. Zarazem jest to określony sposób postępowania twórczego. To pewien model odnoszący się nie tylko do techniki, ale przede wszystkim do etyki. Stanisławski położył zatem nacisk na etyczny wymiar uprawiania teatru. Teatr stał się stylem życia i sposobem bycia.
System Stanisławskiego zakłada, że:
- należy dążyć do prawdy. Stanisławski traktował prawdę jako wartość nadrzędną. „Metoda” miała służyć aktorowi do ukazywania prawdziwych przeżyć i zachowań jednostek, natomiast sam teatr miał być wobec społeczeństwa zwierciadłem i zarazem trybuną;
- proces pracy aktora miał prowadzić do identyfikacji z postacią („wcielenie się” w graną postać). „Wcielenie się” odnosiło się do aspektu wewnętrznego i zewnętrznego. Stanisławski operował wieloma narzędziami i ćwiczeniami, które miały umożliwić aktorowi zespolenie się z graną postacią. Jak pisze Kazimierz Braun – „aktor winien był wyobrażać sobie, formułować, opisywać, odkrywać jak najwyraźniej różnorodne uwarunkowania, a przede wszystkim okoliczności życia i działania postaci. Czynić je własnymi. Przeżywać je. Żyć życiem kogoś innego”[15].

W trakcie pracy nad rolą, korzystając z „metody”, wyznacza się zadania. Dla przygotowywanej roli określa się „zadanie naczelne” (zwane też „zadaniem głównym”). „Zadanie naczelne” dzieli się na „zadania szczegółowe” (inaczej „poboczne”) odnoszące się do poszczególnych scen i sekwencji. Zadania muszą być usytuowane na linii „głównego nurtu działania” lub odnosić się do niego. W trakcie działania aktor angażuje „rozum”, „wolę” i „uczucie”. 
Stanisławski był pierwszym, który przywiązywał ogromną wagę do indywidualnej pracy aktora nad sobą oraz do indywidualnej pracy reżysera z aktorem. Wprowadził i zalecał stosowanie improwizacji oraz treningu aktorskiego (fizycznego, psychofizycznego i głosowego). Rozwinął szereg różnych ćwiczeń przygotowawczych, które nie były bezpośrednio związane z próbami. Praktykował długotrwałe próby, w których wyodrębniano próby analityczne, sytuacyjne i generalne, co skutkowało tym, że do każdej sztuki odbywało się kilkadziesiąt, a nawet kilkaset prób.
W ujęciu Stanisławskiego widowisko teatralne było żmudnym, długim i wielostronnym procesem artystycznym oraz wielowarstwowym doświadczeniem międzyludzkim, w wyniku czego atmosfera widowisk MChT-u była niezwykle intymna i wciągająca. Stanisławski „dbał o atmosferę pracy. O skupienie, spokój, napięcie twórcze. Starał się zapewniać aktorom warunki bezpieczeństwa psychicznego, aby nie lękali się otwierać, improwizować, działać ekstremalnie. Podkreślał indywidualną odpowiedzialność każdego członka zespołu za wynik wspólnej pracy”.
Jeden z uczniów Stanisławskiego, Michaił Czechow, wyemigrował do Stanów Zjednoczonych, gdzie spopularyzował metody gry aktorskiej swojego nauczyciela. Dzięki temu obecna szkoła aktorska założona przez Lee Strasberga, i nosząca jego imię, kształci aktorów według systemu Stanisławskiego.
Pierwszym przedstawieniem, opracowanym według tego systemu był Car Fiodor Iwanowicz Aleksieja Tołstoja. Dramat ten był politycznie podejrzany, ponieważ ukazywał cara słabego. W rolę cara wcielił się Iwan Moskwin.

## Osobowość
W ocenie Kazimierza Brauna Stanisławski był bardzo zamożnym miłośnikiem teatru, który postawił sobie za cel zreformować stary teatr, a także powołać do istnienia nowy. Odznaczał się stosunkowo wąskim myśleniem politycznym. Rewolucji rosyjskich, które wybuchły w 1905 i 1917 r., nie rozumiał, z kolei polityce Stalina podporządkował się całkowicie, skoro choćby w okresie wielkiego terroru otrzymał tytuł Ludowego Artysty ZSRR. 
Mimo pewnych małostkowych zachowań Stanisławski był artystą wrażliwym i czułym, człowiekiem o niezwykłej osobistej szlachetności, który przez całe życie troszczył się o etyczny wymiar uprawianej przez siebie sztuki. 
Konfliktowy charakter miała jego współpraca z Meyerholdem, w odniesieniu do którego „ton wyższości, pobłażania, lekceważenia, fałszywej troski brzmi w całej relacji Stanisławskiego o Studiu w Moim życiu w sztuce. Meyerhold w tomie Teatr, książka o nowym teatrze mówi natomiast o Studiu w słowach ostrych, stanowczych, ale pełnych godności. Nie atakuje i nie lekceważy Stanisławskiego, ale dystansuje się od niego”. Jednak w czasach stalinizmu, gdy Meyerhold został poddany długotrwałym nagonkom i represjom, Stanisławski zaangażował go jako asystenta w swoim teatrze, co stanowiło akt dużej odwagi, szlachetności i wielkoduszności.
Jako pedagog i animator, pomocnik i doradca młodych, organizator grup i wspólnot wraz z wiekiem stawał się coraz mniej apodyktyczny i coraz bardziej tolerancyjny. W umożliwianiu innym rozpoczęcia ich własnej drogi artystycznej, w pozwalaniu im na artystyczne dojrzewanie, Stanisławski - w późniejszym okresie swego życia – wykazywał się niesłychaną wręcz rozrzutnością, śmiałością i wspaniałomyślnością.
29 października 1928 r. doznał na scenie zawału (podczas przedstawienia Trzech sióstr Czechowa) i od tego czasu nie występował. Zmarł 7 sierpnia 1938 r.